# Раптанов Тимофій Олексійович
Тимофі́й Олексі́йович Рапта́нов (*17 червня 1906, с. В. Токай Бугурусланського уїзду Самарської губернії, тепер Похвістневського району Самарської області — †4 червня 1936, м. Ардатов тепер Мордовії) — ерзянський прозаїк, журналіст. Основоположник модерного ерзянського роману і повісті.

## Біографічні відомості
Народився у селянській родині. У 14 років залишився сиротою. У пошуках заробітку поневірявся по містах та селах Поволжя, Сибіру та Середньої Азії.
У 1926 повернувся до рідного села, займався самоосвітою. Позитивно вплинуло на розвиток особистості Раптанова навчання у Малотолкайському педагогічному технікумі (культурно—просвітительський центр заволжанської мордви 20—х рр.), спілкування з педагогами та письменниками старшого покоління: К. Петровою, Е. Скобелевим, В. Радаєвим, А. Моро, П. Кирилловим, А. Лукьяновим тощо.

## Літературна діяльність
Приблизно на цей час припадає і початок літературної творчості Раптанова. Вірші «Комсомолка» (1926), «Од эрямо» («Нове життя», 1929) тощо були надруковані в газеті «Якстере теште» («Червона зірка»).
Автобіографічний вірш «Монь эрямом» («Моє життя») увійшов до першої колективної збірки ерзянських і мокшанських письменників «Васень сяткт» («Перші іскри», 1929).
У 1930 мешкав у Москві, працював літспівробітником газети «Якстере теште». Тоді ж разом з редакцією газети (вона стала називатися «Эрзянь коммуна») переїхав до Саранська. Був замголовного редактора республіканської молодіжної газети «Ленинэнь киява» («Шляхом Леніна»). Тут повною мірою розкрився його талант прозаїка. Надрукував у 1930—1936 серію нарисів та оповідань, 3 повісті й роман.
У ранніх оповіданнях від змалював життя мордовського села часів Громадянської війни, колективізації: «Тол Иван» («Іван—вогонь», 1930), «Кавонест братиники» («Два брати»), «Тетят—цëрат» («Батько й син», 1932) тощо. Його перу належать також і нариси «Лаксось муевсь» («Щілину знайдено»), «Ансяк Тарасбуй» («Тільки Тарасово») та інші.
Соціальною тематикою просякнуті повісті Раптанова «Филянь кизэ» («Шлях Філі», 1932), «Стака иетнестэ» («У важкі роки», 1935).
У романі «Чихан пандо ало» («Під Чихан—горою», 1934) автор показав у динаміці духовне зростання героя, показав на конкретному прикладі формування національної свідомості молоді 20—х рр.

## Особливості прози Раптанова
- Автобіографічність
- Документальність
- Багатство лексики
- Конкретність
- Емоційна насиченість фрази

## Твори
- Татю: Повесть / Пер. А. Кременского.— Саранск, 1954
- Татю: Повесть ды ëвтнемат.— Саранск, 1933
- Од пингень вий: Ёвтнемат ды очеркт.— М., 1934
- Чихан пандо ало: Роман.— Саранск; М., 1934
- Эрямос совамо: Повесть ды ëвтнемат.— Саранск, 1936
- Кочказь сочиненият.— Саранск, 1948